# ZuluTrade
ZuluTrade – firma świadcząca usługi finansowe. Siedziba firmy znajduje się w Nowym Jorku a większość operacji wykonywana jest na Cyprze z biurami w Hongkongu, Szanghaju i Atenach w Grecji. Firma działa na rynku forex (ang. Foreign Exchange) i jest właścicielem serwisu zulutrade.com – internetowej platformy wymiany walut, która świadczy usługi typu social trading.

## Historia przedsiębiorstwa
Firma została założona w 2006 roku przez dwie osoby: Leon Yohai i Kostas Eleftheriou. Kostas Eleftheriou przez okres 1 roku i 7 miesięcy zaprojektował i wdrożył system do automatycznego wykonywania transakcji na rynku forex. W ciągu pierwszych 10 miesięcy liczba użytkowników systemu wynosiła ponad 10 000 aktywnych użytkowników, posiadając tym samym więcej niż 1,4 miliarda funtów wolumenu podczas pierwszego kwartału 2008 roku. W 2008 roku Kostas Eleftheriou opuścił firmę.

## Usługi
Zulutrade jest darmową siecią peer-to-peer, która wymienia sygnały transakcyjne na rynku walutowym forex. Standardowi użytkownicy na podstawie statystyk wybierają inwestorów, których sygnały chcą naśladować. Po dodaniu wybranych inwestorów do portfolio analogicznie sygnały kupna lub sprzedaży są realizowane na kontach użytkowników, co umożliwia osiąganie zysków takich jak inwestorzy bez własnego udziału na rynku.
Zulutrade otrzymuje wynagrodzenie za transakcje i kontrakt każdego użytkownika, który zarejestrował się w serwisie, tym samym zakładając również konto u wybranego brokera. Wynagrodzenie jest wypłacane od firm brokerskich. Użytkownicy nie płacą za korzystanie z usług Zulutrade. Zulutrade rozdziela ten zysk między inwestorów, których transakcje wykonują się na rzeczywistych kontach naśladowców oraz partnerów, którzy promują serwis poprzez program partnerski. Wszelkie zyski, które otrzymuje Zulutrade od brokerów wynikają ze spreadu na każdej transakcji wykonanej na kontach brokerskich użytkowników Zulutrade.

## Krytyka firmy
Firma ma zwolenników, ale również przeciwników, którzy otwarcie krytykują taki sposób inwestycji. Głównie krytykowane jest to, że inwestorem w Zulutrade może zostać każdy, kto posiada konto brokerskie, nawet jeśli to jest tylko konto demo. Skutkuje to ogromną ilością inwestorów, którzy chcą zarabiać na własnych transakcjach, mimo że często generują one straty. Oznacza to, że w bazie inwestorów często znajdują się amatorzy, którzy nie znają się bezpiecznym i stabilnym handlu walutami. Zulutrade w odpowiedzi na krytykę wprowadziło ograniczenie płatności inwestorów, którzy nie przynoszą zysku. Jeśli inwestor w danym okresie przynosi straty, to nie otrzyma wynagrodzenia za transakcje z tego okresu.
Kolejnym zarzutem w stronę Zulutrade jest opóźnienie wykonania transakcji od momentu wysłania sygnału przez inwestora do momentu automatycznego otwarcia pozycji na koncie użytkownika. Z powodu ograniczeń technologicznych takie opóźnienie może wynosić od kilku sekund do nawet kilkudziesięciu. Dlatego wszelkie strategie bazujące na scalpingu mogą nie działać na Zulutrade. Użytkownicy zabezpieczają się przed tym poprzez wybór inwestorów, którzy otwierają pozycje dłuższe, które generują większe zyski i nie są tak podatne na opóźnienia.